# Laver Cup 2017
Laver Cup 2017 là mùa giải đầu tiên của Laver Cup, một giải quần vợt nam giữa đội tuyển châu Âu và đội tuyển thế giới. Nó được tổ chức trên sân cứng trong nhà tại O2 Arena ở Praha, Cộng hòa Séc từ ngày 22 cho đến 24 tháng 9.

## Lựa chọn tay vợt
Vào ngày 24 tháng 8 năm 2016, Roger Federer và Rafael Nadal là những người đầu tiên trong sáu tay vơt xác nhận sự tham gia của họ cho đội châu Âu. Vào 15 tháng 5 năm 2017, hơn 8 tháng sau, Milos Raonic đã là 1 người đầu tiên trong sáu tay vợt xác nhận tham gia cho đội Thế giới. Vào ngày 24 tháng 8, toàn bộ sáu tay vọt mỗi đội đã được chọn: Roger Federer, Rafael Nadal, Alexander Zverev, Marin Čilić, Dominic Thiem, và Tomáš Berdych cho đội châu Âu, và Milos Raonic, John Isner, Jack Sock, Sam Querrey, Juan Martín del Potro, và Denis Shapovalov cho đội Thế giới. Không lâu sau đó Raonic rút lui và được thay thế bởi Nick Kyrgios. Sau đó, Frances Tiafoe thay thế cho Del Potro, người cũng đã rút lui.
Các đối thủ cũ của Björn Borg của Thụy Điển (Châu Âu) và John McEnroe của Hoa Kỳ (Thế giới) đang phục vụ như những đội trưởng cho mùa giải năm 2017.

## Tay vợt tham gia
| Đội châu Âu             | Đội châu Âu |
| ----------------------- | ----------- |
| Đội trưởng: Björn Borg  |             |
| Đội phó: Thomas Enqvist |             |
| Tay vợt                 | Xếp hạng*   |
| Rafael Nadal            | 1           |
| Roger Federer           | 2           |
| Alexander Zverev        | 4           |
| Marin Čilić             | 5           |
| Dominic Thiem           | 7           |
| Tomáš Berdych           | 19          |
| Fernando Verdasco       | 40          |

| Đội Thế giới             | Đội Thế giới |
| ------------------------ | ------------ |
| Đội trưởng: John McEnroe |              |
| Đội phó: Patrick McEnroe |              |
| Player                   | Rank*        |
| Milos Raonic             | 11           |
| Sam Querrey              | 16           |
| John Isner               | 17           |
| Nick Kyrgios             | 20           |
| Jack Sock                | 21           |
| Juan Martín del Potro    | 24           |
| Denis Shapovalov         | 51           |
| Frances Tiafoe           | 72           |
| Thanasi Kokkinakis       | 215          |

|  | Rút lui  |
|  | Thay thế |

* Bảng xếp hạng đơn nam vào ngày 18 tháng 9 năm 2017

## Trận đấu
Mỗi trận thắng ở ngày thi đấu thứ 1 được 1 điếm, ở ngày thi đấu thứ 2 được 2 điếm, ở ngày thi đấu thứ 3 được 3 điếm. Đội đầu tiên giành 13 điểm thắng thì vô địch. Kể từ bốn trận đấu được thi đấu mỗi ngày, đã có tổng cộng 24 điểm có được. Tuy nhiên, kể từ khi 12 trong tổng số điểm được kiếm được vào ngày thứ 3, cả đội không thể giành chiến thắng trước ngày chơi cuối cùng.
| Day | Ngày thi đấu | Thể loại trận đấu | Đội châu Âu                  | Điểm | Đội Thế giới             | Tỷ số                        | Điểm đội dau trận đấu |
| --- | ------------ | ----------------- | ---------------------------- | ---- | ------------------------ | ---------------------------- | --------------------- |
| 1   | 22 tháng 9   | Đơn               | Marin Čilić                  | 1–0  | Frances Tiafoe           | 7–6(7–3), 7–6(7–0)           | 1–0                   |
| 1   | 22 tháng 9   | Đơn               | Dominic Thiem                | 1–0  | John Isner               | 6–7(15–17), 7–6(7–3), [10–7] | 2–0                   |
| 1   | 22 tháng 9   | Đơn               | Alexander Zverev             | 1–0  | Denis Shapovalov         | 7–6(7–3), 7–6(7–5)           | 3–0                   |
| 1   | 22 tháng 9   | Đôi               | Tomáš Berdych / Rafael Nadal | 0–1  | Nick Kyrgios / Jack Sock | 3–6, 7–6(9–7), [7–10]        | 3–1                   |
| 2   | 23 tháng 9   | Đơn               | Roger Federer                | 2–0  | Sam Querrey              | 6–4, 6–2                     | 5–1                   |
| 2   | 23 tháng 9   | Đơn               | Rafael Nadal                 | 2–0  | Jack Sock                | 6–3, 3–6, [11–9]             | 7–1                   |
| 2   | 23 tháng 9   | Đơn               | Tomáš Berdych                | 0–2  | Nick Kyrgios             | 6–4, 6–7(4–7), [6–10]        | 7–3                   |
| 2   | 23 tháng 9   | Đôi               | Roger Federer / Rafael Nadal | 2–0  | Sam Querrey / Jack Sock  | 6–4, 1–6, [10–5]             | 9–3                   |
| 3   | 24 tháng 9   | Đôi               | Tomáš Berdych / Marin Čilić  | 0–3  | John Isner / Jack Sock   | 6–7(5–7), 6–7(6–8)           | 9–6                   |
| 3   | 24 tháng 9   | Đơn               | Alexander Zverev             | 3–0  | Sam Querrey              | 6–4, 6–4                     | 12–6                  |
| 3   | 24 tháng 9   | Đơn               | Rafael Nadal                 | 0–3  | John Isner               | 5–7, 6–7(1–7)                | 12–9                  |
| 3   | 24 tháng 9   | Đơn               | Roger Federer                | 3–0  | Nick Kyrgios             | 4–6, 7–6(8–6), [11–9]        | 15–9                  |

## Thống kê tay vợt
| QG           | Tay vợt          | Đội      | Trận đấu | Điểm | Điểm | Điểm | Thắng-Bại | Thắng-Bại | Thắng-Bại |
| QG           | Tay vợt          | Đội      | Trận đấu | Tổng | Đơn  | Đôi  | Tổng      | Đơn       | Đôi       |
| ------------ | ---------------- | -------- | -------- | ---- | ---- | ---- | --------- | --------- | --------- |
| Úc           | Nick Kyrgios     | Thế giới | 3        | 3–3  | 2–3  | 1–0  | 2–1       | 1–1       | 1–0       |
| Áo           | Dominic Thiem    | Châu Âu  | 1        | 1–0  | 1–0  | 0–0  | 1–0       | 1–0       | 0–0       |
| Canada       | Denis Shapovalov | Thế giới | 1        | 0–1  | 0–1  | 0–0  | 0–1       | 0–1       | 0–0       |
| Croatia      | Marin Čilić      | Châu Âu  | 2        | 1–3  | 1–0  | 0–3  | 1–1       | 1–0       | 0–1       |
| Cộng hòa Séc | Tomáš Berdych    | Châu Âu  | 3        | 0–6  | 0–2  | 0–4  | 0–3       | 0–1       | 0–2       |
| Đức          | Alexander Zverev | Châu Âu  | 2        | 4–0  | 4–0  | 0–0  | 2–0       | 2–0       | 0–0       |
| Tây Ban Nha  | Rafael Nadal     | Châu Âu  | 4        | 4–4  | 2–3  | 2–1  | 2–2       | 1–1       | 1–1       |
| Thụy Sĩ      | Roger Federer    | Châu Âu  | 3        | 7–0  | 5–0  | 2–0  | 3–0       | 2–0       | 1–0       |
| Hoa Kỳ       | John Isner       | Thế giới | 3        | 6–1  | 3–1  | 3–0  | 2–1       | 1–1       | 1–0       |
| Hoa Kỳ       | Sam Querrey      | Thế giới | 3        | 0–7  | 0–5  | 0–2  | 0–3       | 0–2       | 0–1       |
| Hoa Kỳ       | Jack Sock        | Thế giới | 4        | 4–4  | 0–2  | 4–2  | 2–2       | 0–1       | 2–1       |
| Hoa Kỳ       | Frances Tiafoe   | Thế giới | 1        | 0–1  | 0–1  | 0–0  | 0–1       | 0–1       | 0–0       |